# Mikołaj Leśniowski (zm. 1634)
Mikołaj Leśniowski herbu Gryf (zm. w 1634 roku) – kasztelan czechowski w latach 1625–1634, stolnik sanocki w latach 1619–1625, dworzanin królewski w latach 1612–1622.
Studiował w Padwie w 1613/1614 roku.
W czasie wojny polsko-tureckiej (1620–1621) został w 1620 roku wyznaczony komisarzem sejmowym przy hetmanie Janie Karolu Chodkiewiczu. Poseł na sejm 1625 roku z województwa ruskiego. Na sejmie 1627 roku wyznaczony z Senatu do lustracji królewskich dóbr stołowych w Małopolsce. 